# 干粪燃料

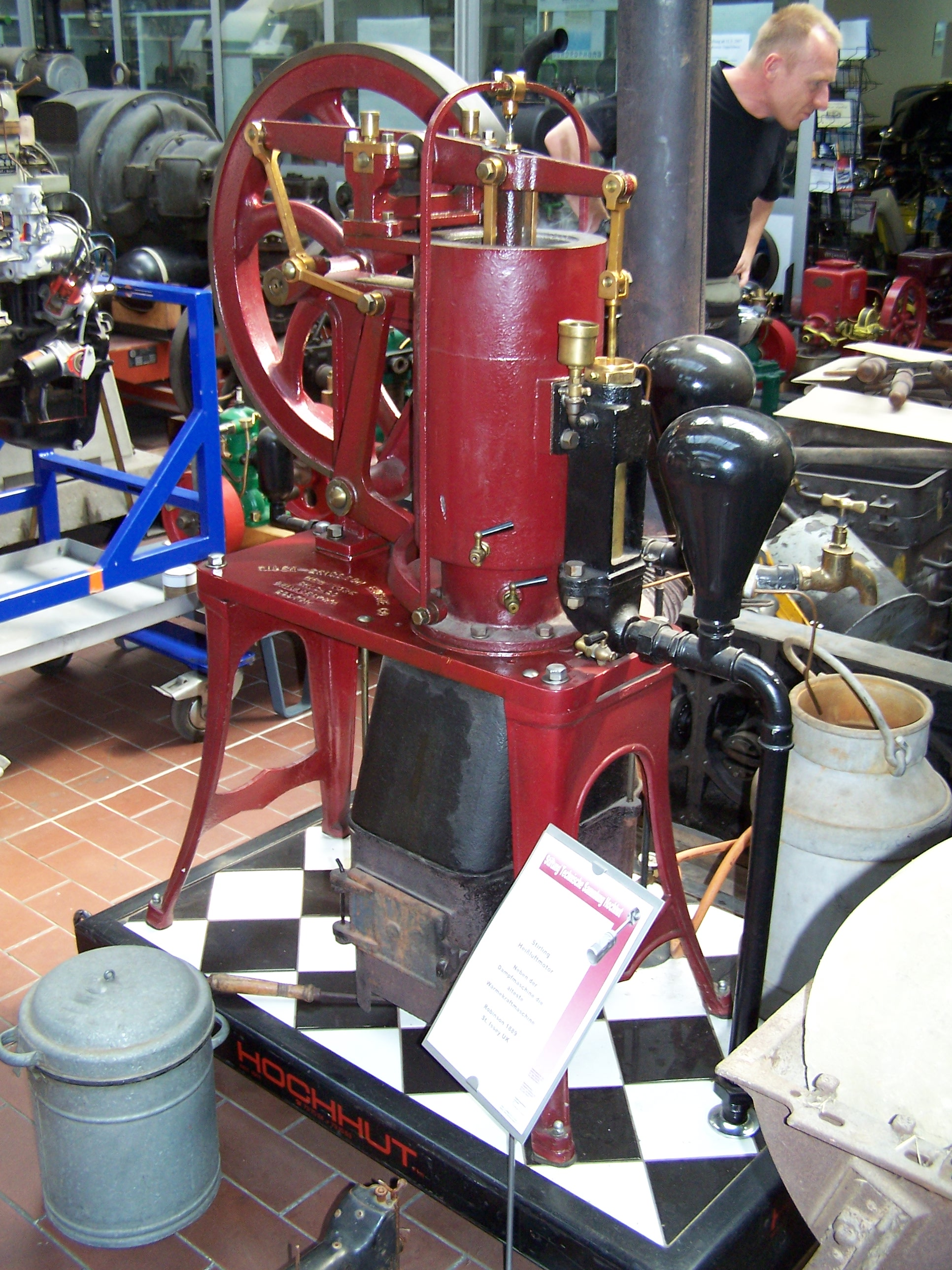
以牛糞為燃料的斯特靈发动机

干粪燃料是经过干燥的动物粪便，是一種歷史悠久的燃料。雖然它有效的重複利用資源，卻會產生空氣汙染。

## 優點
使用干燥动物粪便的好处包括： 
- 廉價
- 高效
- 減少伐木
- 容易取得
- 与其他燃料相比，环境污染更少
- 使动物粪便被安全的處理，而不會汙染水源
- 可持续且可再生

## 各國的傳統乾糞燃料

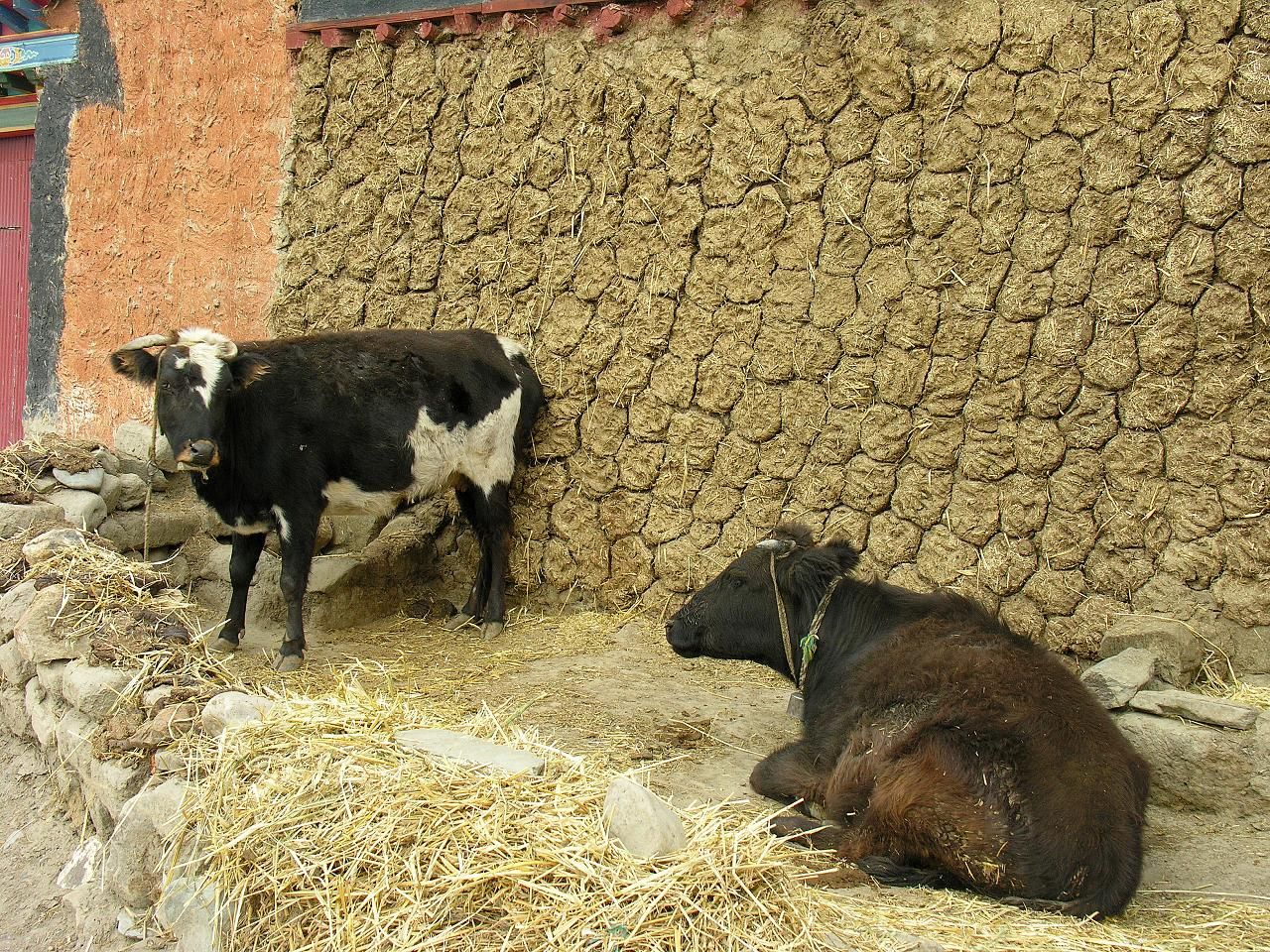
正在被曝曬的糞餅

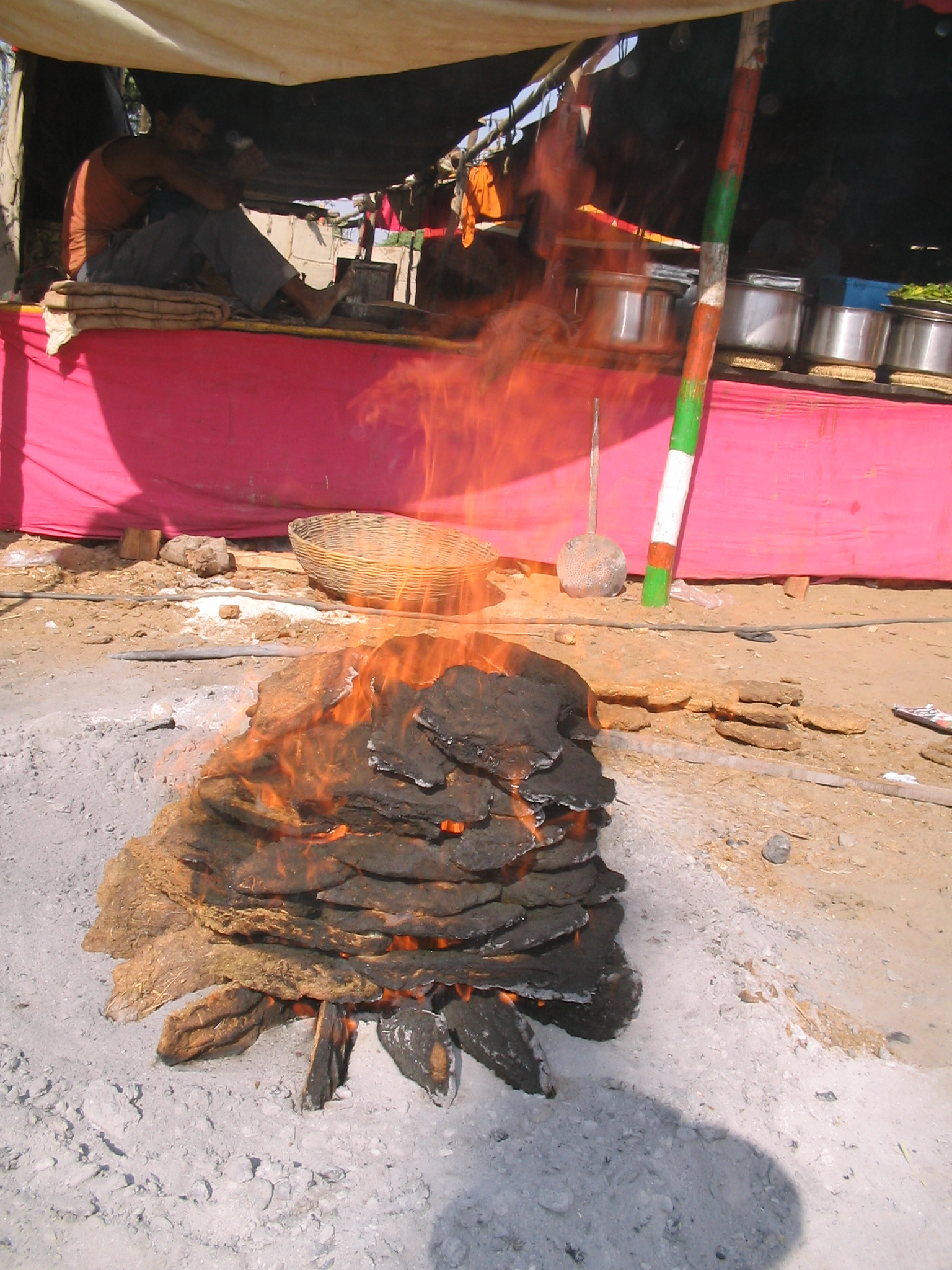
以糞餅為燃料的火堆。

干动物粪便从史前时期就开始使用，赤道几内亚有考古證據 。圣经中有动物和人类粪便被當作燃料的紀載，已知古波斯、古埃及和近代早期的英格兰都會使用乾糞作為燃料。

### 非洲
在埃及，动物粪便（来自牛和水牛）与稻草或農業副產物混合制成的傳統干燥燃料称为Gella或Jilla（中世纪時称为khoroshtof）。  1980年代，包含糞餅在內的傳統燃料占埃及农村地区总能源消耗的76.4%。
此外，埃及也使用骆驼粪便作为燃料。

### 亚洲
由畜牧业副产品制成的粪饼（Dung cakes）是印度的一種传统燃料，通常是牛糞或水牛糞，由婦女製造，用於在傳統的灶中燃燒以烹飪。通常一块粪饼可提供相当于2100 kJ的能量。

### 美洲
- 美国大平原上的早期欧洲定居者使用干水牛粪作为燃料，称为buffalo chips。
- 普韦布洛人使用干动物粪便作为燃料。

## 現代技術開發

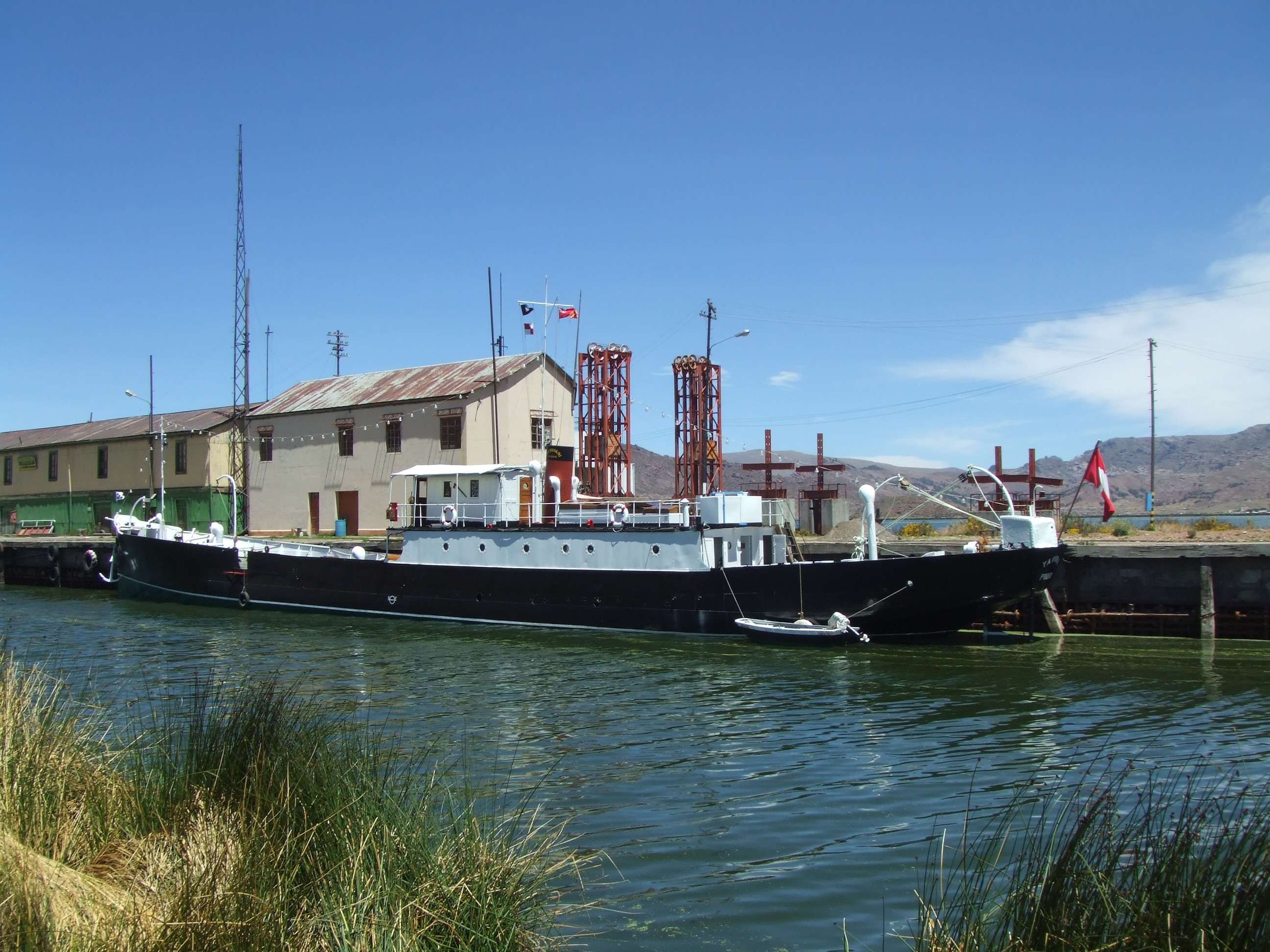
秘鲁的MN Yavari号由伦敦泰晤士钢铁厂于1861-62年建造，直到1914年为止一直使用乾燥的美洲駝糞作為瓦特蒸汽机的燃料

大部分的傳統乾糞燃料都是來自家畜，不過理論來說，人类粪便也可以當作燃料来源。自2011年以来，比尔及梅琳达·盖茨基金会一直在支持安全收集糞便的厕所开发，以推广更安全、更有效的方法来处理人类排泄物；Omni处理器是使用人类粪便作为燃料源的另一个例子。

## 空气污染

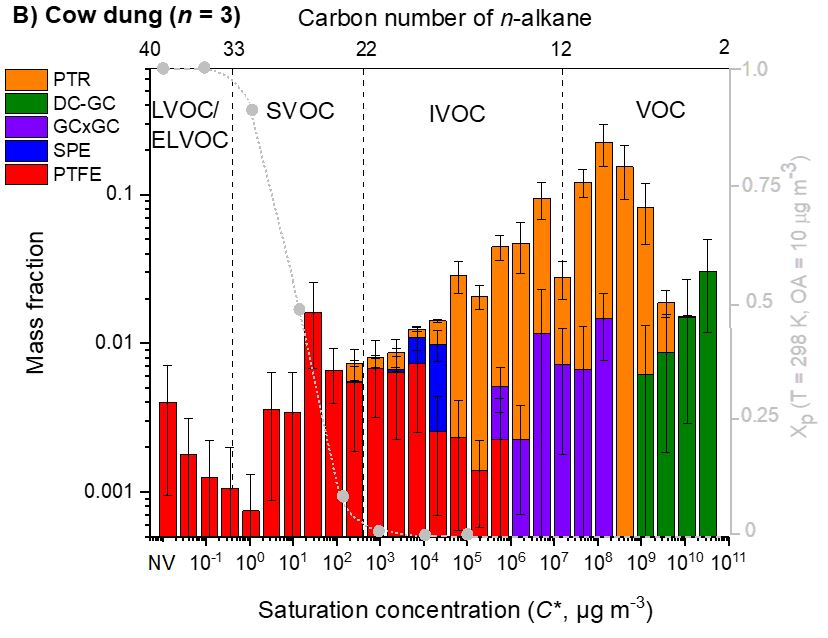
牛粪饼的燃烧会以多种挥发性形式将有机污染物释放为气相和颗粒相。

干粪饼的燃烧已被证明会释放数千种有机成分到气相和气溶胶相中，其中一些是粪便燃烧的独特示踪剂，例如粪甾烷醇。 粪饼一般來說排放較高，且其釋放的物質易與羟基自由基反應，从印度德里收集的牛粪饼样本燃烧時释放的挥发性有机化合物比薪材样本多四倍左右，且与羟基自由基的反应性约为液化石油气排放物的120倍。牛粪饼也被证明燃燒時会产生比薪材多3-4倍的二次有机气溶胶，并释放出更多有毒的多环芳烃。 